# Clayoquot Sound

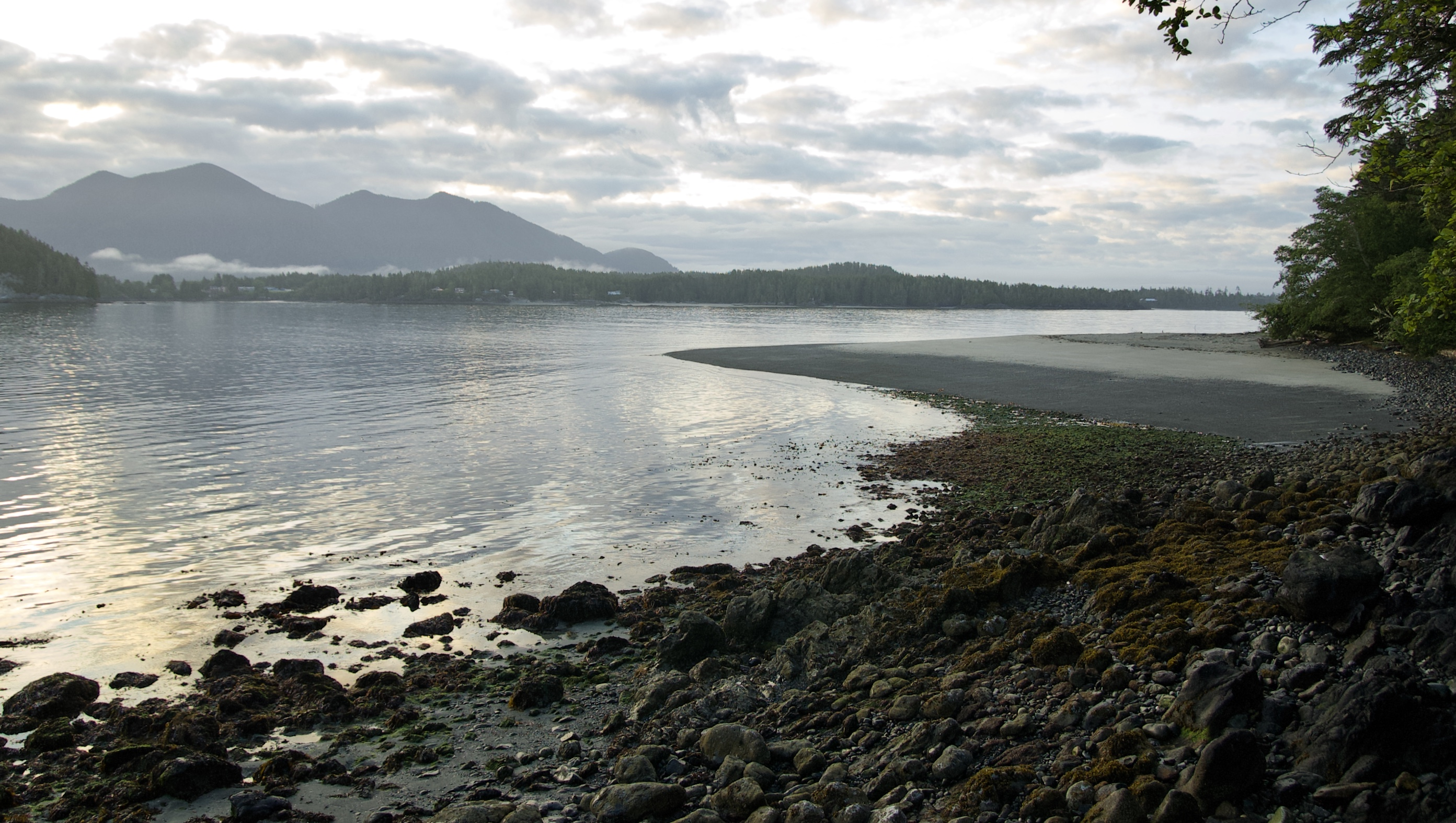
Clayoquot Sound en juin 2020

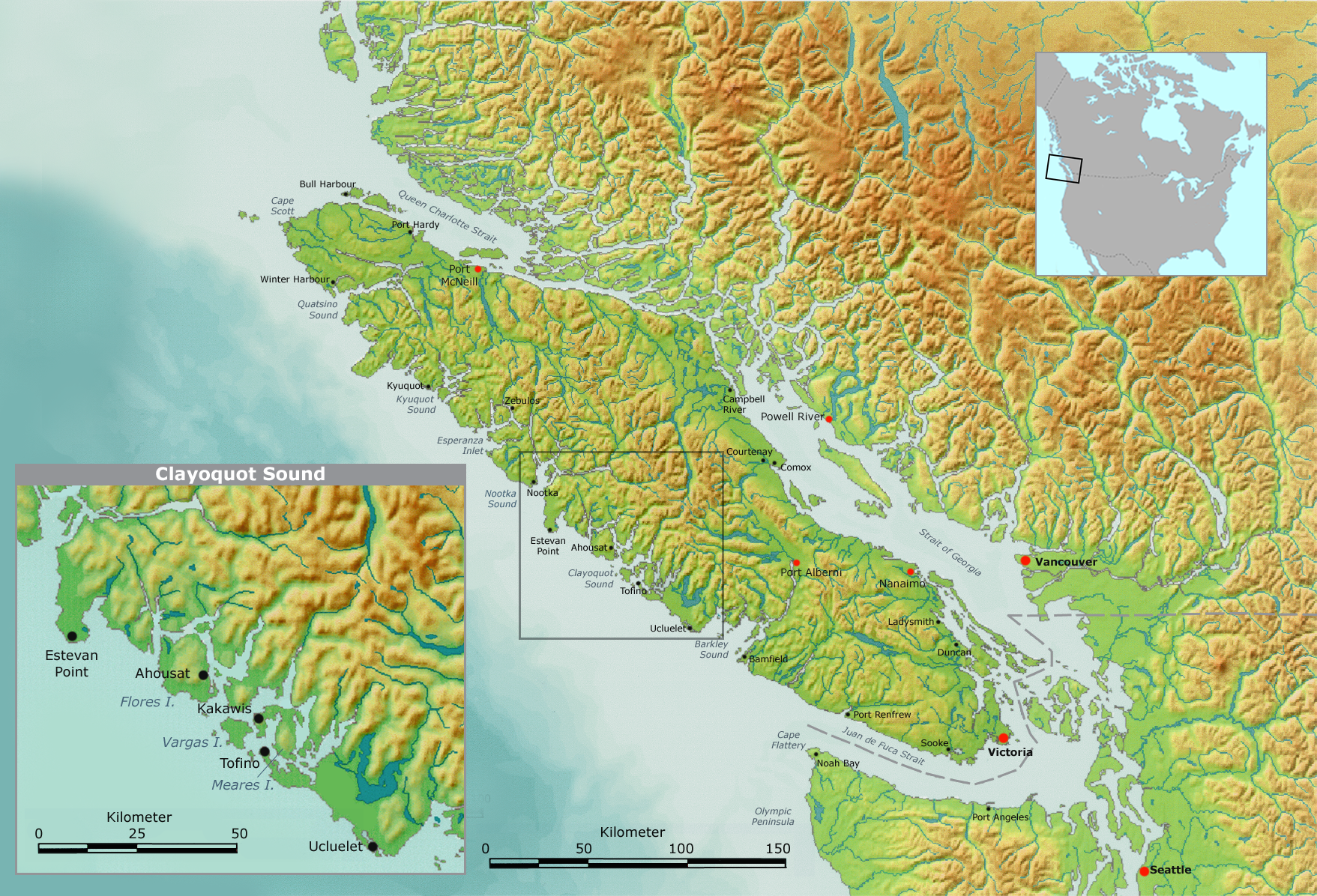
Clayoquot Sound dans l'Île de Vancouver

La baie Clayoquot (/ˈklækwɑt/) est le nom d'une zone côtière découpée située dans l'Ouest de l'île de Vancouver dans la province de Colombie-Britannique au Canada, qui couvre environ 2700 km2. Il s'étend de la péninsule d'Esowista sur la baie Barkley au sud jusqu'à la péninsule de Hesquiaht sur la baie Nootka au nord et comprend la baie elle-même ainsi que les terres voisines jusqu'à la chaîne de montagne.
La baie est bordée de forêts vierges appartenant à l'écosystème des forêts humides tempérées, de cours d'eau, de lacs et de plages. Elle comprend une partie des réserves du Pacific Rim National Park, le Strathcona Provincial Park et plusieurs autres zones protégées. Les seules localités un peu importantes sont Tofino et Ucluelet  (chacune ayant à peu près 1500 habitants), toutes les deux se trouvent sur la langue de terre principale dans le Sud du territoire. Au cours des années 1990, la région a vu s'affronter les intérêts de la protection de la nature et ceux de l'exploitation forestière.
Le mot Clayoquot représente la transcription en anglais de « Tla-o-Qui-aht » qui désignait un peuple amérindien. Jusqu'en 1861 la baie s'appelait « baie Wickaninnish ».
À la suite d'une très forte mobilisation à partir de 1993, l'exploitation forestière a été restreinte dans la région.
Depuis 2000, Clayoquot Sound est une réserve de biosphère reconnue par l'Unesco.